# ウガンダの国旗
ウガンダの国旗（ウガンダのこっき、Flag of Uganda）はイギリスから独立した1962年10月9日に制定された。
中央のホオジロカンムリヅル（Grey Crowned Crane）はウガンダの国鳥であり、特定の部族や特定の王がこの鳥を一度もシンボルとしたことがなかったことから、その中立性を買われたという。
国旗の色は、黒が黒人を、黄はアフリカの夜明けを表す太陽の光、赤はアフリカ人の同胞愛や民族愛を象徴している。

## 旗の一覧

?イギリス保護領時代の旗 (1914年 - 1962年3月)
?イギリス領ウガンダ政府の旗 (1914年 - 1962年3月)
?独立時の国旗 (1962年3月から10月9日まで)
現在の大統領旗